# 沙比提大毛拉·阿不都尔巴克
沙比提大毛拉·阿不都爾巴克（維吾爾語：سابىت داموللا عبدالباقى‎，Sabit Damulla Abdulbaqi，1883年—1934年），新疆阿图什人，维吾尔族。中華民國大陸時期政治人物，泛突厥主義者、1933年東突厥斯坦伊斯蘭共和國的建立者之一。

## 生平
清光緒九年（1883年），沙比提出生於新疆喀什噶爾附近的阿圖什。1920年代，沙比提畢業於新疆督軍楊增新創辦的新疆俄文法政专门学校，之後前往埃及、土耳其、印度、阿富汗、蘇聯等國遊學，並掌握了英語、土耳其語等語言，接受泛突厥主義思想。沙比提看到中東穆斯林國家並不支持中國的泛突厥運動，轉而尋求英國支持。

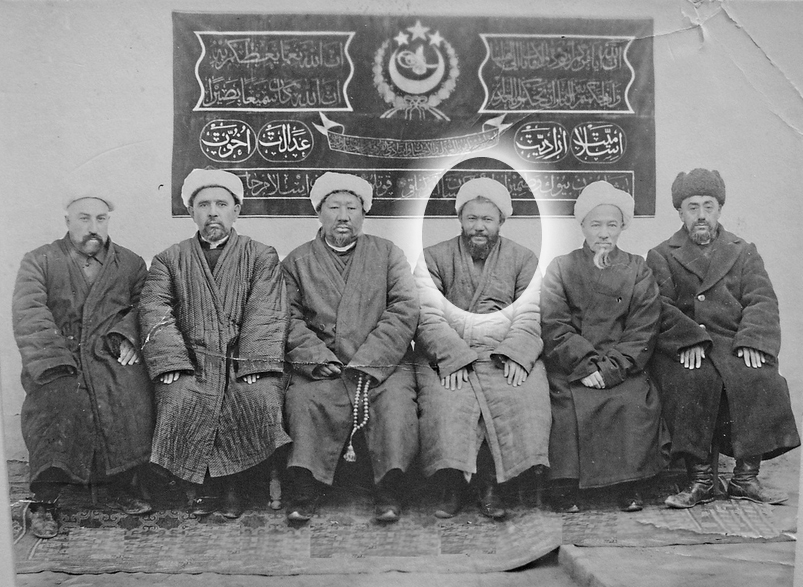
圈中是沙比提

1933年2月，新疆墨玉、和闐一帶發生反對新疆省主席金樹仁的暴動。和闐人穆罕默德·伊敏成立了“和闐臨時政府”，自封為帕夏。接受過國外教育的沙比提被推舉為總理。8月，沙比提來到喀什噶爾，與伊敏等攻佔疏附（喀什噶爾回城），控制了和闐、喀什的大部份地區。
此後，沙比提大毛拉時常出入英國駐喀什噶爾領事館，尋求英國對其建立伊斯蘭教國的支持。但1930年代英國致力於維護中國領土完整，視南京政府為唯一新疆當權者。
11月12日夜，伊敏、沙比提等人召開會議，宣佈成立東突厥斯坦伊斯蘭共和國，推舉哈密人和加尼牙孜為總統，沙比提擔任總理，實際上政權由伊敏操控。此次會議被泛突厥主義者稱為“民族之夜”。
1934年2月5日，馬仲英的部下馬福元、馬占倉與喀什行政長馬紹武攻克了疏附，東突厥斯坦政權瓦解，其官員四散而逃。沙比提逃往莎車。5月，倒向省政府的和加尼牙孜抓捕了沙比提，押解往省會迪化。沙比提在迪化被處決。